# Argentea e Vulfura
Argentea e Vulfura furono, secondo la leggenda, due cristiani uccisi a Cordova dagli Omayyadi nel 931; sono venerati come santi e martiri dalla Chiesa cattolica, che li commemora il 13 maggio.

## Agiografia
Secondo l'agiografia più antica, Argentea era figlia di Samuele e Colomba, sovrani di una città chiamata "Bibistrense"; la giovane rifiutava gli agi e i doveri della nobiltà e, alla morte della madre, rifiutò di sposarsi come richiesto dal padre, preferendo murarsi in una camera nei sotterranei del palazzo. La situazione non era comunque sufficiente a soddisfarla; venuta a conoscenza di un monaco che cercava attivamente il martirio, gli scrisse per chiedergli consiglio: questi le rispose di avere pazienza fino a che non si fosse presentata l'occasione giusta.
Dopo la caduta di Bibistrense Argentea seguì molti suoi concittadini a Cordova, dove continuò a praticare il suo ascetismo indisturbata; qui venne raggiunta da Vulfura, un franco originario della Gallia a cui, in sogno, era stato detto di recarsi a Cordova, dove avrebbe incontrato una giovane donna con cui avrebbe condiviso il martirio. Vulfura venne subito catturato e imprigionato, e Argentea cominciò a recarsi assiduamente a visitarlo; durante una di queste visite venne riconosciuta come la principessa di Bibistrense e, interrogata, dichiarò la propria fede apertamente: i due vennero quindi portati davanti a un giudice, torturati e quindi giustiziati. Argentea venne sepolta a Cordova, mentre del corpo di Vulfura l'agiografo originale afferma non sapere nulla.

### Storicità e altre versioni
Svariati dettagli portano a dubitare della storicità della Passio, tra cui gli insoliti nomi dei personaggi e diverse incongruenze storiche (all'epoca dei fatti Cordova ospitava parecchi cristiani e anche conventi, e la chiesa dove Argentea sarebbe stata sepolta non conserva alcuna memoria della giovane); si tratta probabilmente di una pia finzione, scritta forse a scopo simbolico ed educativo.
Gli agiografi che riscrissero la leggenda nel XIX secolo apportarono alcune modifiche; in particolare, identificarono Bibistrense con Bobastro, e il padre di Argentea, Samuele, con Umar ibn Hafsun, il principale oppositore del califfato Omayyade di al-Andalus; questa interpretazione però è problematica sotto diversi punti di vista: le fonti storiche non citano alcuna figlia di ibn Hafsun, e comunque gli Omayyadi risparmiarono i suoi famigliari dopo la caduta di Bobastro; Argentea potrebbe essere fuggita prima dalla città (che cadde nel 928), durante una delle sconfitte subite da suo padre (che morì nel 917), ma questo renderebbe il tempo tra la fuga da Bibistrense e il martirio (avvenuto nel 931) troppo lungo rispetto a quanto riportato dalla Passio originale.